# جورج واشنطن آدامز
جورج واشنطن آدامز (بالإنجليزية: George Washington Adams)‏ هو سياسي أمريكي، ولد في 12 أبريل 1801، وتوفي في 9 يونيو 1829 بسبب غرق. انتخب عضو مجلس نواب ماساتشوستس.